# Gatien Marcailhou
Gatien Marcailhou, né le 18 décembre 1807 à Ax (aujourd'hui Ax-les-Thermes, en Ariège) et mort le 25 décembre 1855 à Paris, est un compositeur et pianiste français. Célèbre en son temps, il fut l'un des professeurs de Gabriel Fauré.

## Biographie

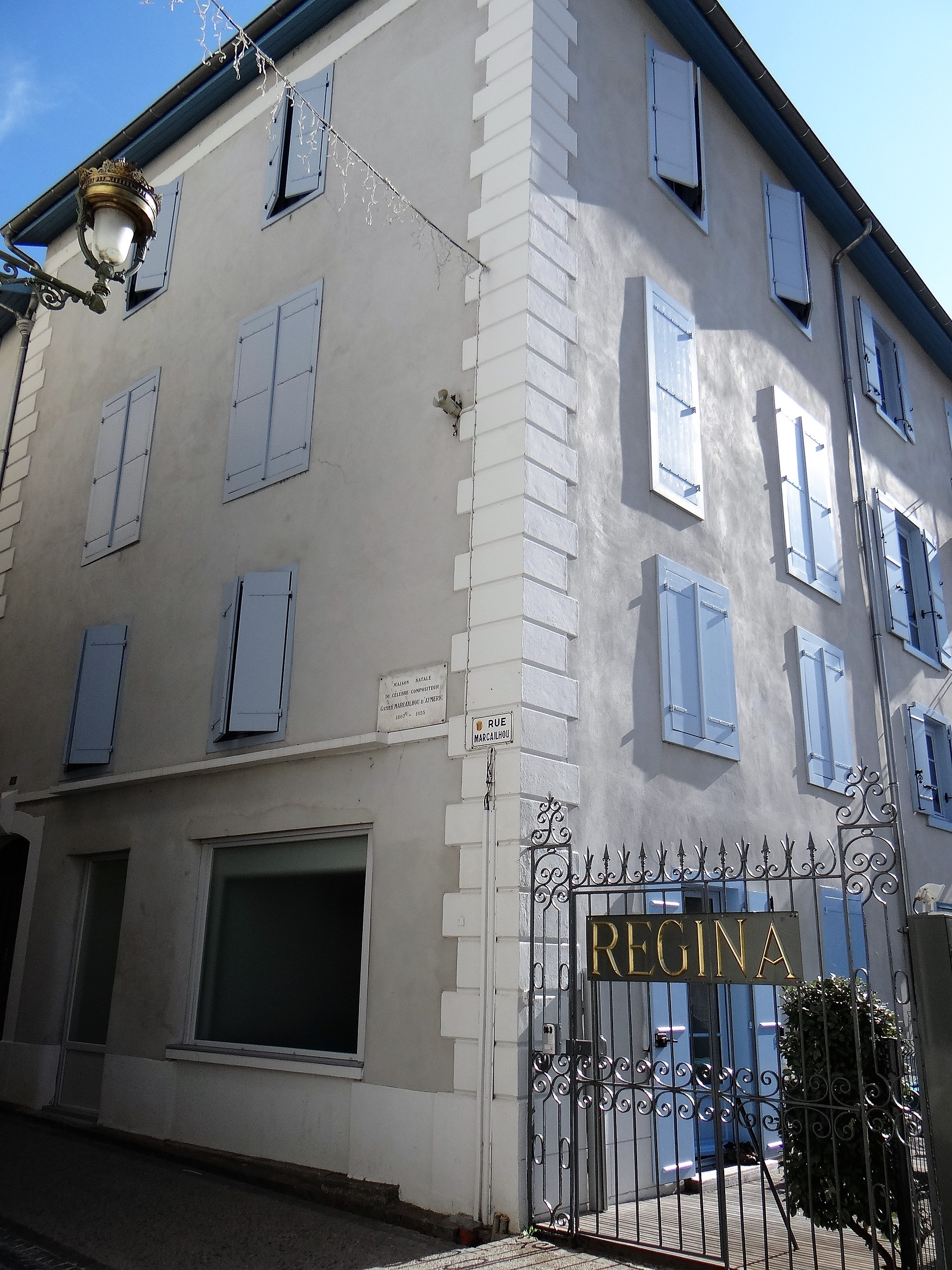
La "villa Régina" à Ax-les-Thermes, maison natale du musicien.

Gatien Pierre Joseph Ferdinand de Marcailhou d'Aymeric est né le 18 décembre 1807 à Ax. Il est le fils de Jean Pierre Augustin Marcailhou (1767-1848), receveur des douanes et de Rose Élisabeth Astrié du Castelet. Son père, surnommé le Doctrinaire, professe, à l'âge de vingt ans, la rhétorique au collège royal de Toulouse (ancien doctrinaire à l'Esquille à Toulouse, il aurait été professeur du vénéré M. Izac) et émigre avec ses trois frères en Espagne sous la Révolution. 
Gatien Marcailhou montre très tôt des aptitudes remarquables pour le régale qu'il apprend sous la direction de son père. Improvisant des airs de mélodies, il devient bientôt plus fort que le maître.
Marcailhou est reçu docteur en médecine en 1831 à Montpellier. Il est l'ami de George Sand à qui il dédie sa célèbre valse Indiana, titre également de la première œuvre personnelle de la romancière.
Dans les années 1840, il part pour Paris notamment pour suivre les cours de composition de Sigismond Thalberg, l'émule et le rival de Franz Liszt.
Il meurt le jour de Noël 1855 dans le 10e arrondissement de Paris, peu après son quarante-septième anniversaire.

## Œuvre
Marcailhou est l'auteur de 144 valses, de quadrilles, de polkas, de mazurkas et de beaucoup d'autres pièces. Il est aussi théoricien et publie École moderne du pianiste traité théorique, analytique et pratique pour servir d'introduction aux compositions de Thalberg et de son école en 1848.
En 1852, il publie également L'art de composer et d'exécuter la musique légère au piano,.

## Réception critique
« Marcailhou est le véritable créateur de la valse française moderne. Immortellement célèbres, les valses de Marcailhou restent documentaires de leur temps comme les camélias blancs ou pâlement roses aimés de nos aïeules du second Empire. »

— Maurice Ravel, 1933.

« La valse est un peu plus qu'une danse […] Elle est époque, mal délicieux d'un temps, vertige et vol de toute une Europe évanouie. Ce nom, sans rime, est un des mots les plus heureux et les plus élégants qui soient. Il faut lui associer le nom du musicien qui, le premier, fixa le type de cette loi des mouvements tourbillonaires et donna l'âme du rythme à tant de couples : Marcailhou. »

— Paul Valéry.

« Indiana, modèle du genre, conserve une fraîcheur de rose au cœur mouillé. »

— Camille Saint-Saëns.

« Cette sculpture qui trône au milieu du salon c'est l'admirable cristallisation de la valse de Marcailhou. »

— Paul Claudel au sujet du bronze fameux de sa sœur Camille Claudel.

« Indiana, le Torrent, le Tourbillon qui ont exprimé la joie du jeune amour se sont chargés, avec les années, d'une mélancolie puissante et clament ce qui ne reviendra plus jamais. »

— François Mauriac.

« Et sans trêve, que ce fût en avril, que ce fût en été, que ce fût l'automne ou l'hiver, on dansait à corps perdu. Les sauteries se succédaient tantôt chez l'un, tantôt chez l'autre. De salon en salon, les épinettes jouaient toutes seules les langoureuses valses de Marcailhou. »

— Mire Lon La, par René Maizeroy (baron René Jean Toussaint dit) (1856-1918), 1882.

« M. Marcailhou est encore un de ces inépuisables compositeurs de valses et de mélodies, sinon très-originales, du moins gracieuses et faciles. L'Espérance et Raphaëla sont dans ce rhythme ternaire que la main droite varie un peu, mais qui est d'une cruelle invariabilité à la main gauche, avec ses trois noires depuis le commencement jusqu'à la fin, ce qui devient fort monotone quand on se livre exclusivement à la valse. Quoi qu'il en soit, M. Marcailhou la fait fraîche, vive et gracieuse de la main droite ; il y a compensation. »

— Henri Blanchard dans la Gazette musicale de Paris en 1852.

« On jouait au piano une valse de Marcailhou, fort à la mode alors et intitulée Indiana. Tout homme né dans les environs de 1845, qui ne sent pas ses yeux se mouiller de larmes nostalgiques en feuilletant un ancien tome du Magasin pittoresque ou en entendant un piano suranné jouer l'Indiana de Marcailhou, est doué de bien peu de sensibilité. »

— François Coppée dans Toute une jeunesse.
Albert Roussel à propos de Gatien Marcailhou, compositeur de valses du Second Empire : « Le sourire d'une valse réussie n'est-il pas cent fois préférable à l'expression prétentieuse et compassée d'une sonate médiocre ? »

### Discographie
- Gatien Marcailhou : "Indiana & 15 autres Valses", Interprète : Alexandre Sorel, piano. Disques du Solstice référence : SOCD939. Disponible également sur les plateformes de téléchargement.